# قصة حب حزينة (مسلسل)
قصة الحب الحزينة (هانغل: 슬픈연가)؛ والمعروفة أيضا باسم حزين سوناتا  (الترجمة الحرفية والعنوان الرسمي البديل) هي الدراما الكورية الرومانسية، التي امتدت خلال الفترة من 05 يناير إلى 17 مارس 2005. تم عرضه على قناة ام بي سي كل يوم الأربعاء والخميس من كل اسبوع لمدة من 20 حلقة، وكانت جزء كبير من الموجة الكورية في كل من آسيا وجميع أنحاء الولايات المتحدة.

## القصة
في مدرسة ابتدائية، يقابل صبي صغير يدعى سوه جون يونغ (الذي يلعب دوره كوون سانغ وو)، بفتاة جميلة صغيرة عمياء تدعى بارك هاي في (التي تلعب دورها كيم هي سون). في البداية، يبدو الامر وكانه يحتقرها، ولكن عندمايصبحان أكثر قربا فانهما يقعان في حب بعضهما البعض. تستمر فترة طفولتهما وتنتهي في خلال الحلقة الأولى هاي في وجون يونج يظلان دائما معا، والتي تواجه مشاكل مع والدة جون يونج التي تسمى جونغ هوا، الذي لن تتوقف عن السعي للتفريق بينهما، لأنها تحب جون يونج لكنه يتجاهلها، لانه يحب جونغ هوا، ويكره ويمقت جون يونج. في وقت لاحق، ينفصلون إلى أبعد من ذلك في ظروف غير منصفة ومن ثم بعدما يتم لم شملهما ربما بعد شهر أو اثنين، هاي في تنتقل إلى نيويورك مع خالتها وخالها الجديد. ولكن الحظ لا يزال عاثرا معهم بسبب عمه، فلدى هوا جونغ قدرة على اعتراض أي رسائل بينهما وكذبته الهيبة بان جونغ هو ابتعد عن جون يونج واندرج في حب آخر، مع لي غون وو وانه هو أفضل صديق لجون يونج بعد اجتماعهما. كل شيء سرعان ما يؤدي إلى الصدمة، والإعمال، وحسرة القلب، والخيانة.

## بطولة
- كوون سانغ وو
- كيم هي سون
- يون جونغ هوون

## المشاهدات
| الحلقة 1                          | 18.1٪ |
| الحلقة 2                          | 16.2٪ |
| الحلقة 3                          | 14.9٪ |
| الحلقة 4                          | 16.0٪ |
| الحلقة 5                          | 13.8٪ |
| الحلقة 6                          | 13.9٪ |
| الحلقة 7                          | 15.1٪ |
| الحلقة 8                          | 16.3٪ |
| الحلقة 9                          | 16.8٪ |
| الحلقة 10                         | 19.4٪ |
| الحلقة 11                         | 16.6٪ |
| الحلقة 12                         | 19.0٪ |
| الحلقة 13                         | 17.1٪ |
| الحلقة 14                         | 19.5٪ |
| الحلقة 15                         | 16.3٪ |
| الحلقة 16                         | 17.1٪ |
| الحلقة 17                         | 14.6٪ |
| الحلقة 18                         | 15.4٪ |
| الحلقة 19                         | 12.9٪ |
| الحلقة 20                         | 17.3٪ |
| معدل المشاهدة 16.3٪ (بواسطة TNmS) |       |

## الموسيقى
احتوى المسلسل على ثلاث ألبومات، حيث قام المغني والملحن يون-جيون بغناء والحان الالبوم الاول، وقام كل من المخرج الموسيقي للمسلسل تشوي سيونغ كوون مع لي جيونغ-مين وكيم سيون-كيونغ بتأليف الالبوم الثاني، وتم انتاج الالبوم الثالث من قبل مختلف موسيقيين والذي عبارة عن اغاني أداها مختلف الفنانين مثل SG Wannabe و To M to وسونغ سيونغ-هون، وبعض ابطال المسلسل مثل كيم هي-سون، ويون جيونغ-هون.

## الإنتاج
في هذه الدراما كان من المفترض أن يلعب الممثل سونغ سونغ هون دور غون وو. ولكن، فضيحة تورط فيها سونغ سيونغ هون، مما دفعه إلى دخوله في الخدمة العسكرية. في غضون فترة قصيرة، تم اختيار يون جونغ هون بدلا من سونغ سيونغ هون للعب دور غون وو.
تم تصوير المسلسل جزئيًا في الخارج وبميزانية قدرها 7 مليار وون، وكانت واحدة من أغلى الأعمال الدرامية الكورية في منتصف العقد الأول من القرن الحادي والعشرين.

## البث الدولي
عرض المسلسل في اليابان على Fuji TV في أغسطس 2005 كل يوم سبت في الساعة 4:00 مساءً، حيث حصل على تقييمات حوالي 10٪.
وفقًا لاستطلاع أجرته محطة Asahi TV المتنوعة، في مايو 2007 ، احتل المسلسل المرتبة السادسة مع أشهر الدراما الكورية في اليابان.

## وصلات خارجية
- قصة حب حزينة على موقع IMDb (الإنجليزية)
- قصة حب حزينة على موقع كينوبويسك (الروسية)
- قصة حب حزينة على موقع قاعدة بيانات الفيلم (الإنجليزية)
- (بالكورية) الموقع الرسمي
- ناشرالولايات المتحدة
- نقاش استعراضي دي في دي
- WWCast موقع (الكورية)
- KoreanWiz
- استعراض minny1104